# Maimone
Maimone è una divinità della mitologia nuragica legata alle acque e alla pioggia.

## Origine e culto
Secondo alcuni ricercatori Maimone corrisponde all'antica divinità fenicia della pioggia. Il linguista Max Leopold Wagner nel suo Dizionario etimologico sardo traduce Maimone con spauracchio dando al termine origini semitiche e spiegando che originariamente indicava una scimmia e successivamente avrebbe definito una bestia immaginaria.
Altri studiosi come Mario Ligia affermano invece che Maimone corrisponda ad una divinità della pioggia di origine protosarda, reinterpretata poi dai Fenici. La radice Maim'o, infatti, la si potrebbe ricondurre al fenicio mem (), acqua, mentre l'ebraico mishnaico 'ממון (mmôn) significa denaro, possessione, nonché la personificazione della brama di denaro, rappresentato come un demone, Mammona.
Sempre Mario Ligia lo identifica con la divinità pluvia libico-berbera di Amon, con la differenza che la radice del vocabolo sardo Maimone, per la presenza della vocale i, risulterebbe più antica e proverrebbe direttamente dall'Asia Minore e non dall'Africa.
Il padre dell'archeologia sarda Giovanni Lilliu nella sua opera La civiltà dei Sardi scrive che Maimone era un essere demoniaco invocato come facitore di pioggia a Cagliari ed a Ghilarza mentre ad Iglesias era lo spirito di un pozzo cittadino ancora esistente, detto Su Maimoni.
Il culto del Maimone è ancora oggi presente in Ogliastra e in alcuni centri della Barbagia. Fino al secolo scorso, i contadini e i pastori sardi invocavano:
(invocazione sarda)
Il nome variava e varia spesso: Mamuthone a Mamoiada, Maimone e hune a Orgosolo, Su Maimulu a Ulassai. Le maschere sarde tradizionali fanno riferimento a questa divinità della Natura (Su Maimulu).
Fu identificato, con l'avvento della Cristianità, come un demone, se non addirittura col Demonio stesso.

## Curiosità

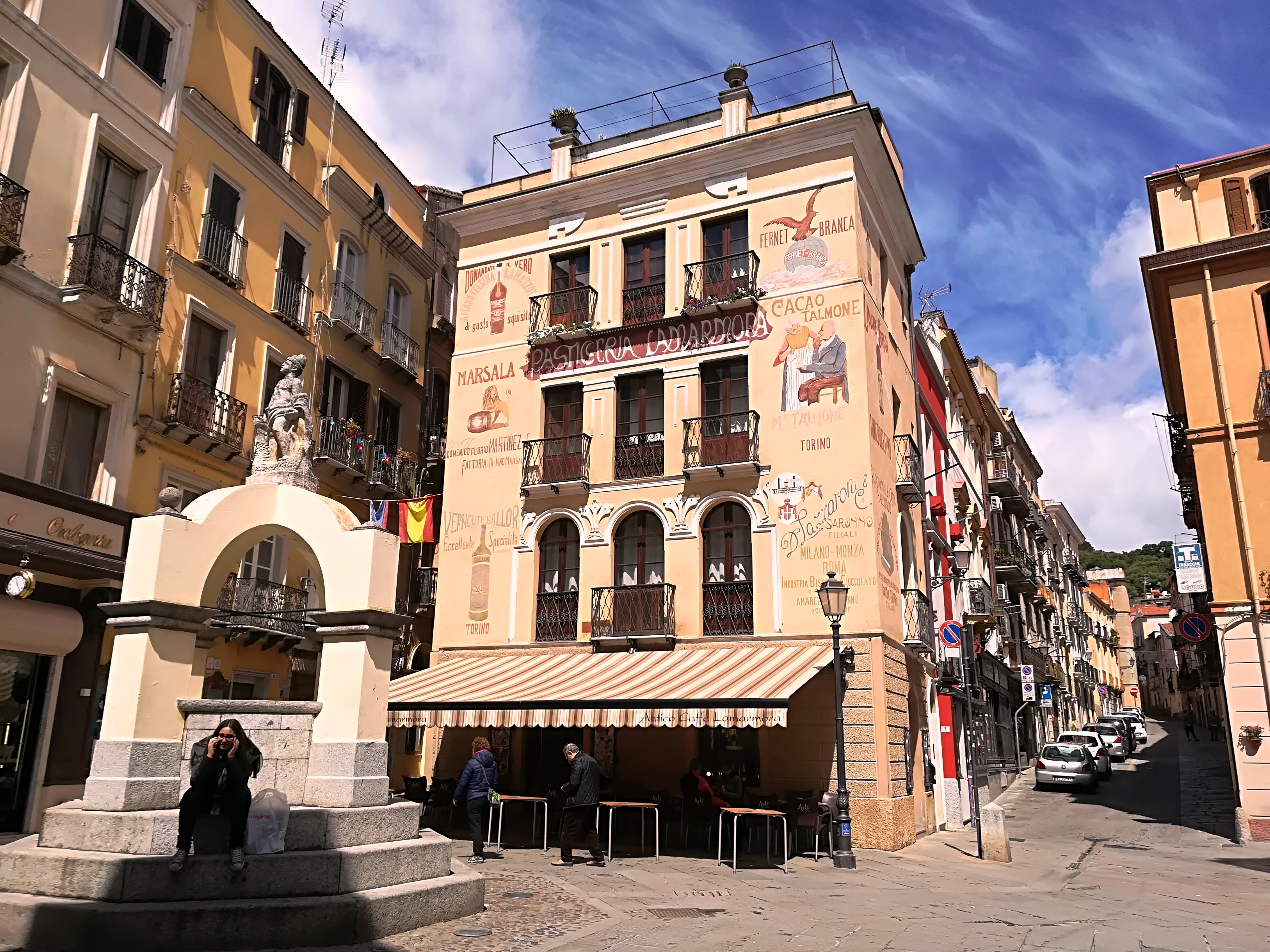
Fontana in Piazza La Marmora, Iglesias

- Ad Iglesias in Piazza La Marmora è stata dedicata una fontana a Su Maimoni.[5][6]